# Amphinemura venusta
Amphinemura venusta är en bäcksländeart som först beskrevs av Banks 1911.  Amphinemura venusta ingår i släktet Amphinemura och familjen kryssbäcksländor. Inga underarter finns listade i Catalogue of Life.